# 新田明臣
新田 明臣（にった あけおみ、1973年7月23日 - ）は、日本の男性元キックボクサー。東京都杉並区荻窪出身。バンゲリングベイ代表。元WKAムエタイ世界スーパーウェルター級王者。既婚。

## 来歴
千葉県船橋市で生まれ、東京都杉並区で育つ。
1996年10月にニュージャパンキックボクシング連盟（NJKF）が全日本キックボクシング連盟から脱退。旗揚げ戦でNJKF初代ミドル級王座決定戦に出場し、船木鷹虎と対戦。判定勝ちし、初代王者になる。翌年4月6日に船木鷹虎と再戦し、判定勝ちで初防衛を果たすと、さらに翌年の5月31日に藤原鉄志（同級3位）に3R2:28KO勝ちで2度目の防衛を果たした。
1997年12月21日、J-NETWORK旗揚げ戦で小比類巻貴之と対戦し、4RにローキックでKO勝ちを収めた。
2000年4月27日付けで、全日本キックボクシング連盟から同団体のミドル級王者に認定される。これは同年2月20日に藤原鉄志（全日本ミドル級2位）に3R1:12KOで、3月16日にモハメッド・オワリ（ベルギー / WPKL世界ウェルター級王者）に5R判定2-1で勝利した実績が認められたため。
2000年5月6日、イタリアのミラノにあるパラリド・スタジアムで行われたWKAムエタイ世界スーパーウェルター級王座決定戦で、ステファノ・ストラディーラ（イタリア）を左ミドルキックの連打で戦意喪失に追い込み、3R2:50TKO勝ちで新王者になった。

### K-1出場
2000年11月1日、後のK-1 WORLD MAXになる、K-1 J・MAXに初参戦。「20世紀最強のキックボクサー」といわれるオランダの強豪、ラモン・デッカーと対戦。5R判定1-0で引き分けに終わった。試合後のインタビューでは、デッカーに「最も強い日本人」と言わしめた。
2001年12月9日、全日本ミドル級タイトルマッチ/K-1 WORLD MAX日本大会出場者決定戦で清水貴彦（同級1位）と対戦。5R判定1-1で、引き分けで防衛を果たし、K-1 WORLD MAX出場を決めた。試合前に実の妹を病気で亡くし、試合後は「もし負けたらキックをやめて、妹の四十九日を僕の引退記念日にしようと思ってました」と発言した。
2002年2月11日、K-1 WORLD MAX 〜日本代表決定トーナメント〜に出場。1回戦で大野崇の左ハイキックを顎に喰らい、1R2:28KO負け。
2003年、東京都練馬区旭が丘（江古田駅）に自身のジム「バンゲリングベイ」をオープンした。
2004年11月28日、ヴェルファーレで行われた『FUTURE FIGHTER IKUSA 6 〜宙(SORA)〜 GANGSTAR☆Z＠Velfarre』に参戦。DAVIDとU70初代戦王決定戦を行い、5R判定3-0で勝利し初代戦王になった。なお、チャンピオンベルトの代わりに日本刀とカップが授与された。試合後のインタビューでは、習ったことが生かせず動けなかったことから、試合を「最低の内容」と自ら評した。
2005年2月23日、K-1 WORLD MAX 2005 〜日本代表決定トーナメント〜のリザーブファイトでASH-RAと対戦し、右ローキックで2度のダウンを奪い、2R2:10KO勝ち。武田幸三が1回戦終了時に右脛を痛め棄権したため、代わりに準決勝に進出。村浜武洋を3R判定3-0で下すと、決勝戦で小比類巻貴之と対戦。右上段前蹴りを顎に喰らい、1R0:36KO負けし、準優勝に終わった。
2005年6月18日、IKUSA-U70戦王タイトルマッチで小次郎と対戦し、判定負け。
2005年7月20日、K-1 WORLD MAX 2005 〜世界一決定トーナメント決勝戦〜のワンマッチに出場し、朴光哲と対戦し、3R判定3-0で勝利した。10月12日、K-1 WORLD MAX 2005 〜世界王者対抗戦〜でイアン・シャファーと対戦し、3R判定0-3で敗北した。
2006年2月4日、K-1 WORLD MAX 2006 〜日本代表決定トーナメント〜に出場。1回戦で佐藤嘉洋に判定負け。
2007年1月21日、新宿FACEで行われた「ベニー"THE JET"ユキーデ・プロデュース 武頼漢 -BURAIKAN- J・BOY!」のUKF世界ミドル級王座決定戦で、マジット"THE MAGIC MAN"（アメリカ合衆国 / パキスタン）を判定2-0で破り、2代目王者になった。
2007年3月4日、『BATTLES OF FATE 2007』でクンタップ・ウィラサクレックの保持するM-1スーパーウェルター級王座に挑戦し、5R判定0-3負け。
2007年4月22日、新日本キックボクシング協会「TITANS NEOS」で後藤龍治と対戦し、2-0の判定勝ち。

### 引退
2008年1月13日、バンゲリングベイ主催のキックボクシング興行でヤン・カシューバと対戦し、判定負け。この試合を最後に現役を引退した。

### 引退後
2007年11月11日には、栃木県宇都宮市の明保野体育館における無我（当時）とキックボクシングの合同興業「FIGHTING LIVE」で、親交のある藤波辰爾とタッグを組んでヒロ斎藤＆長井満也組とプロレスの試合を行った。また、2008年7月27日、念願だったファイティングオペラ「ハッスル」に出場。同じくハッスルの2008年9月15日、茨城県筑西市下館体育館でボノちゃんとタッグを組み、タッグマッチにてザ・ゴールデン・カップス＆ザ・ピラニアン・モンスターに勝利した。
現在は、自身の運営するキックボクシングジム「バンゲリングベイ」を運営する株式会社バンゲリングベイSの代表取締役を務める。かつては2011年6月よりIT'S SHOWTIME JAPAN の役員を務め、ジム運営母体として2007年に設立されたNPO法人、「特定非営利活動法人バンゲリングベイ」の会長を務めていたが退任している。

## 人物・エピソード
- ラモン・デッカーに「最も強い日本人」といわしめ、デッカーの希望で引退試合の対戦相手に指名されたという逸話を持つ。
- 夫人はカナダ出身。
- 総合格闘家の須藤元気と親しく、須藤の試合時にセコンドに付いていることもある。また、ニコラス・ペタスとも親しく、新田の試合時には必ずペタスがセコンドに付いている。
- 両親は鹿児島県奄美大島の出身で、その関係から空手の新極真会代表・緑健児とも交流があるほか、総合格闘家の三島☆ド根性ノ助とは母方の親戚にあたる[要出典]。

## 戦績
| 勝敗 | 対戦相手                         | 試合結果                                  | 大会名 | 開催年月日     |
| ×    | ヤン・カシューバ                 | 3R終了 判定1-2                            | BUNGELING BAY 縁 〜enishi〜                                                                                   | 2008年1月13日  |
| ○    | 後藤龍治                         | 3R終了 判定2-0                            | 新日本キックボクシング協会「TITANS NEOS」                                                                     | 2007年4月22日  |
| ×    | クンタップ・ウィラサクレック     | 5R終了 判定0-3                            | M-1 FAIRTEX SINGHA BEER ムエタイチャレンジ 〜BATTLES OF FATE 2007〜 【M-1スーパーウェルター級タイトルマッチ】 | 2007年3月4日   |
| ○    | マジット"THE MAGIC MAN"          | 5R終了 判定2-0                            | 武頼漢 -BURAIKAN- 【UKF世界ミドル級王座決定戦】                                                               | 2007年1月21日  |
| ×    | アリ・デュンヤル                 | 3R終了 判定0-2                            | 新日本キックボクシング協会「TITANS 3rd」                                                                      | 2006年4月28日  |
| ×    | 佐藤嘉洋                         | 3R終了 判定0-3                            | K-1 WORLD MAX 2006 〜日本代表決定トーナメント〜 【1回戦】                                                     | 2006年2月4日   |
| △    | ソーレン・キング                 | 3R終了 判定1-0                            | 新日本キックボクシング協会「甲府大会 〜宮川道場 FINAL 2005〜」                                                | 2005年12月18日 |
| ×    | イアン・シャファー               | 3R終了 判定0-3                            | K-1 WORLD MAX 2005 〜世界王者対抗戦〜                                                                         | 2005年10月12日 |
| ×    | シン・ノッパデッソーン           | 3R終了 判定0-3                            | 新日本キックボクシング協会「TITANS 2nd」                                                                      | 2005年8月22日  |
| ○    | 朴光哲                           | 3R終了 判定3-0                            | K-1 WORLD MAX 2005 〜世界一決定トーナメント決勝戦〜 【スーパーファイト】                                      | 2005年7月20日  |
| ×    | 小次郎                           | 5R終了 判定0-3                            | IKUSA GP -U60 SUPERSTAR☆Z TOURNAMENT -Opening Stage- 【IKUSA-U70戦王タイトルマッチ】                          | 2005年6月18日  |
| ○    | 山内哲也                         | 3R終了 判定3-0                            | J-NETWORK「GO! GO! J-NET '05 〜MACH 55 1st 準決勝〜」                                                         | 2005年5月6日   |
| ×    | 小比類巻貴之                     | 1R 0:36 KO（右前蹴り）                    | K-1 WORLD MAX 2005 〜日本代表決定トーナメント〜 【決勝】                                                      | 2005年2月23日  |
| ○    | 村浜武洋                         | 3R終了 判定3-0                            | K-1 WORLD MAX 2005 〜日本代表決定トーナメント〜 【準決勝】                                                    | 2005年2月23日  |
| ○    | ASH-RA                           | 2R 2:10 KO（2ノックダウン：右ローキック） | K-1 WORLD MAX 2005 〜日本代表決定トーナメント〜 【リザーブファイト】                                          | 2005年2月23日  |
| ○    | ニック・ヒョード                 | 3R終了 判定3-0                            | J-NETWORK「GO! GO! J-NET '05 -volcano-」                                                                      | 2005年1月21日  |
| ○    | DAVID                            | 5R終了 判定3-0                            | FUTURE FIGHTER IKUSA 6 〜宙(SORA)〜 GANGSTAR☆Z @ Velfarre 【U70初代戦王決定戦】                               | 2004年11月28日 |
| ○    | ナーコウ・スパイン               | 2R 2:59 KO（2ノックダウン：右ローキック） | IKUSA YOUNG GUNNERES 3 〜RETURNS〜 @ ODAIBA                                                                   | 2004年7月10日  |
| ×    | グレゴリー・スワーツ             | 5R TKO（左眉カット）                      | SuperLeague Netherlands 2003                                                                                  | 2003年12月6日  |
| ×    | ファディ・メルザ                 | 5R終了 判定                               | SuperLeague Germany 2003                                                                                      | 2003年9月27日  |
| ×    | 大野崇                           | 1R 2:28 KO（左ハイキック）                | K-1 WORLD MAX 2002 〜日本代表決定トーナメント〜 【1回戦】                                                     | 2002年2月11日  |
| ×    | 大野崇                           | 4R 1:37 KO（左膝蹴り）                    | 全日本キックボクシング連盟「BLAZE UP」                                                                        | 2001年7月22日  |
| ○    | ラファエル・タイ                 | 5R終了 判定3-0                            | 全日本キックボクシング連盟「LEGEND-X」                                                                        | 2000年11月29日 |
| △    | ラモン・デッカー                 | 5R終了 判定1-0                            | K-1 J・MAX | 2000年11月1日  |
| ×    | シェイン・チャップマン           | 5R終了 判定1-2                            | 全日本キックボクシング連盟「LEGEND-VIII」                                                                     | 2000年9月13日  |
| ×    | ピーター・クルック               | 判定                                      | 不明 | 2000年9月3日   |
| ○    | マテオ・"ピットブル"・シャッカ   | 3R 0:50 KO（ローキック）                  | 全日本キックボクシング連盟「LEGEND-VII」                                                                      | 2000年7月30日  |
| ○    | ノーム・グラハム                 | 5R終了 判定3-0                            | 全日本キックボクシング連盟「LEGEND-V」                                                                        | 2000年5月24日  |
| ○    | ステファノ・ストラディーラ       | 3R 2:50 TKO                               | パラリド・スタジアム（イタリア） 【WKA世界ムエタイスーパーウェルター級王座決定戦】                            | 2000年5月6日   |
| ○    | モハメド・オワリ                 | 5R終了 判定2-1                            | 全日本キックボクシング連盟「LEGEND-III」                                                                      | 2000年3月16日  |
| ○    | 藤原鉄志                         | 3R 1:12 KO（ハイキック）                  | 全日本キックボクシング連盟「LEGEND-II」                                                                       | 2000年2月20日  |
| ○    | キット・コープ                   | 3R 2:21 KO                                | 全日本キックボクシング連盟「WAVE-XIII」                                                                       | 1999年11月22日 |
| △    | シェイン・チャップマン           | 5R終了 判定1-1                            | ニュージャパンキックボクシング連盟「achievement 3」                                                           | 1999年5月24日  |
| ×    | 青葉繁                           | 2R TKO                                    | ニュージャパンキックボクシング連盟                                                                            | 1999年1月24日  |
| ×    | ヌンポントーン・バンコクストアー | 判定                                      | ニュージャパンキックボクシング連盟                                                                            | 1998年10月9日  |
| ○    | シディー・コーネ                 | 判定                                      | タイ・ルンピニー・スタジアム                                                                                  | 1998年9月11日  |
| ○    | 藤原鉄志                         | 3R KO                                     | 不明 | 1998年5月31日  |
| ○    | 小比類巻貴之                     | 4R 2:13 KO（ローキック）                  | J-NETWORK | 1997年12月21日 |

## 獲得タイトル
- 初代NJKFミドル級王座（2度防衛）
- 第8代全日本ミドル級王座（2度防衛）
- 初代IKUSA U70 戦王（0度防衛）
- WKAムエタイ世界スーパーウェルター級王座（0度防衛）
- 第2代UKF世界ミドル級王座（0度防衛）